# Cantonul Eaubonne
Cantonul Eaubonne este un canton din arondismentul Pontoise, departamentul Val-d'Oise, regiunea Île-de-France, Franța.

## Comune
- Eaubonne